# بخش‌الله فتحولایف
بخش‌الله فتحولایف (ازبکی: Baxshillo Fatullayev, Бахшулло Фатуллаев؛ زادهٔ ۱۵ سپتامبر ۱۹۶۴) بازیگر اهل کشور ازبکستان است. وی از سال ۱۹۸۹ میلادی تاکنون مشغول فعالیت بوده‌است.